# Dora Maaßen
Dora Maaßen (* 30. November 1894 in Meldorf; † 26. April 1973 in Eutin) war eine deutsche Bildhauerin.

## Leben

### Herkunft
Dora Maaßen war die Tochter eines Meldorfer Bäckermeisters.

### Werdegang
Nach ihrer Ausbildung zur Kinderkrankenschwester war Dora Maaßen zunächst als Säuglingsschwester, später dann als Oberin im Diakonissenhaus Demmin, tätig. Nachdem sie 1935 die Leitung des Diakonissenhauses aufgegeben hatte, ließ sie sich ihre bis dahin erworbene Anwartschaft auf eine Altersversorgung auszahlen, um ihren künstlerischen Neigungen nachgehen zu können.
Anfangs studierte sie Bildhauerei bei Emil Hipp an der Staatlichen Hochschulen für Baukunst, bildende Künste und Handwerk in Weimar und darauf bis 1940 bei dem Schweizer Johann Bossard an der Kunsthochschule Lerchenfeld (heute: Hochschule für bildende Künste Hamburg) in Hamburg.
Während des Zweiten Weltkriegs war sie gezwungen, in ihren erlernten Beruf zurückzukehren und war daher als Heimleiterin in Freiburg im Breisgau tätig.
Nach Beendigung des Krieges war sie wieder künstlerisch tätig und schuf verschiedene Porträtbüsten und Plastiken in Bronze sowie Keramik, die im öffentlichen Raum zu sehen waren. Sie war von 1945 bis 1946 und von 1961 bis 1969 freischaffend in Meldorf, von 1953 bis 1959 in Hamburg und von 1946 bis 1953 sowie von 1959 bis 1961 in Eutin tätig.

### Ausstellungen
- 1952: Landesschau des Bundes deutscher Landesberufsverbände Bildender Künstler in Schleswig-Holstein.
- 1953: Landesschau des Bundes deutscher Landesberufsverbände Bildender Künstler in Schleswig-Holstein.
- 1961: Ausstellung im Dithmarscher Landesmuseum, Meldorf; gemeinsam mit Otto Thämer.
- 2007/2008: Drei Künstlerinnen aus Dithmarschen im Dithmarscher Landesmuseum, Meldorf.[1]

## Mitgliedschaften
- Dora Maaßen war von 1952 bis 1959 Mitglied des Kunstvereins in Hamburg.
- Sie war Mitglied des Bundes deutscher Landesberufsverbände Bildender Künstler.

## Werke (Auswahl)
- Lesendes Mädchen, Gemeinschaftsschule Meldorf.[2]
- Gustav Frenssen, Dithmarscher Landesmuseum, Meldorf.[3]
- Klaus-Groth-Büste, Klaus-Groth-Museum, Heide.
- Bronze Die Lernende, Kinderkrankenhaus, Heide.
- Bronze Zwei stehende Mädchen, Schule, Hemmingstedt.
- Weber-Büste, Kultusministerium, Kiel.
- Nanny Peters, Seniorenwohnheim Nanny-Peters-Stiftung[4], Meldorf[5].
- Knabe mit Taube, DRK-Wohnheim, Eutin.